# 科學與藝術綜合大百科全書

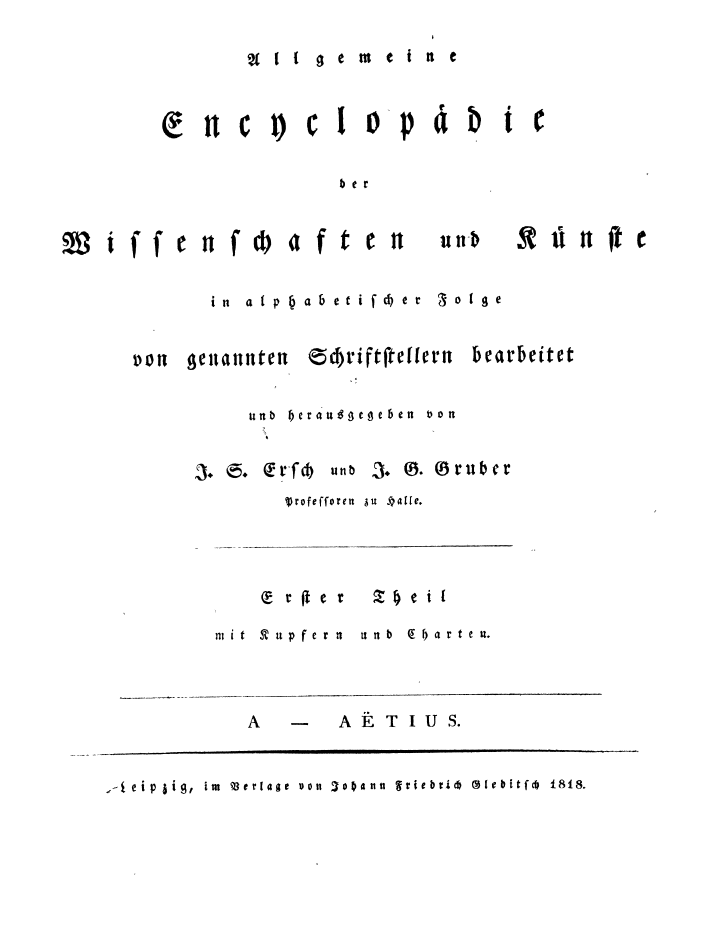
第1卷的扉页

《科學與藝術綜合大百科全書》（Allgemeine Encyclopädie der Wissenschaften und Künste）是19世紀由德国的艾爾什（Johann Samuel Ersch）和格魯伯（Johann Gottfried Gruber）合编的德語百科全書。他們因此被稱為「艾爾什—格魯伯」。它是百科全书编纂中一個最野心勃勃的計劃，到現在為止仍然未完成。
該套大百科全書是艾爾什教授在1813年開始設計來滿足德國人的渴望，當中某些是外來的作品。到了1816年，戰爭中止了計劃。當時胡費蘭（Gottlieb Hufeland）已經加入，但是到了1817年11月25日，正在印製樣本部份的時候，他就與世長辭。第一冊於1818年在萊比錫面世。不同區域的編輯者在不同的時期成為德國著名的學者，包括了胡費蘭、邁耶（M.H.E. Meier）、赫爾曼·布洛克豪斯（Hermann Brockhaus）、穆勒（W. Müller）和霍夫曼（A.G. Hoffmann of Jena）。
該套大百科全書共分三部分：(1) A-G（99冊）,(2) H-N（43冊）,(3) O-Z（25冊）。所有條目都附有作者名字，沒完成的條目則安放在字母區域末端。1889年，它被放棄時已經多達167卷。僅僅是希臘那條目已經多達3668頁，共8卷。第一部分已經完成，但第二部分只到「Ligatur」，而第三部分只到「Phyxios」。
这部百科全书也被批评为大而无当，是百科全书编纂史上设计失当和膨胀失控的典型例子。